# Euproctis arclada
Euproctis arclada är en fjärilsart som beskrevs av Swinhoe 1903. Euproctis arclada ingår i släktet Euproctis och familjen tofsspinnare. Inga underarter finns listade i Catalogue of Life.